# Kai Khusrau III Gurieli
Kaikushru III Gurieli fou mtavari de Gúria del 1716 al 1717 en absència de son germà Jordi III de Gúria. Era fill de Mamia III Gurieli de Gúria. El 1724 es va retirar a Rússia amb el rei Vakhtang VI de Kartli.